# Hierodula fruhstorferi
Hierodula fruhstorferi är en bönsyrseart som beskrevs av Werner 1916. Hierodula fruhstorferi ingår i släktet Hierodula och familjen Mantidae. Inga underarter finns listade i Catalogue of Life.